# Дрожь земли: Остров крикуна
Дрожь земли: Остров крикунов (англ. Tremors: Shriker Island, также известный как Дрожь земли 7 и ранее Дрожь земли: Ярость острова) — американский фильм ужасов, продолжающий историю предыдущих пяти фильмов. Фильм вышел 20 октября 2020 года direct-to-video через сеть Universal Pictures Home Entertainment. В России премьера состоялась 15 октября 2021 года на телеканале ТВ3.
Это седьмой фильм франшизы «Дрожь земли». Главные роли в фильме исполнили Майкл Гросс и Джон Хедер. Фильм был выпущен прямо на видео 20 октября 2020 года компанией Universal Pictures Home Entertainment.
Фильм получил смешанные отзывы от зрителей и негативные от критиков. На Rotten Tomatoes фильм имеет рейтинг одобрения 44 % на основе отзывов девяти критиков со средней оценкой 5,1/10.

## Сюжет
Охотник на крупную дичь Билл (Ричард Брейк), владелец Avex-Bio Tech, вместе со своим партнером доктором Ричардсом и лучшей охотницей Анной (Кэсси Клэр) ведет охотничий отряд, куда он берет богатых участников, чтобы выследить грабоидов на Темном острове,  где он управляет своей компанией. Доктор Жасмин «Джас» Велкер (Кэролайн Лэнгриш) и его коллега Джимми (Джон Хедер) работают на исследовательской площадке рядом с Темным островом, где они испытали неестественные сейсмические колебания. Когда Джас видит, что Билл покидает Темный остров, она вместе с Джимми и другом Ишимоном отправляется расследовать, что задумал Билл, и находят мертвого грабоида. Они пытаются бежать, когда понимают, что это породило Визгунов, но Визгуны убивают Ишимона. Джас, зная, что такое грабоиды, поручает Джимми использовать координаты, предоставленные ее сыном Трэвисом, чтобы найти Берта Гаммера (Майкл Гросс). Она навещает Билла в его лагере и узнает, что Билл генетически вывел грабоидов на острове и сделал их более сильными и умными для своей охоты. Он также отключил связь, чтобы ничто не могло остановить его и его охотничий отряд. Джимми находит Берта, который теперь живет изолированно как выживший вдали от правительства и доволен тем, что ушел на пенсию от всего, что связано с Грабоидами. Джимми сообщает ему, что им нужна его помощь, а Трэвис недоступен из-за ареста в Мексике за контрабанду грибов. Берт неохотно соглашается, когда Джимми убеждает его, что это его судьба. Когда он узнает, что Джас там, он почти отказывается помочь из-за их истории и того, что рождение Трэвиса скрывалось от него в течение стольких лет. Приведя себя в порядок, Берт встречает команду, в том числе сорванца Фредди (Джеки Круз), который влюблен в Джимми. Билл появляется, чтобы запугать Берта и попросить его отказаться от охоты, но Берт не боится и предупреждает Билла, что грабоиды представляют собой серьезную угрозу, какие бы планы против них ни применялись. Берт пытается собрать оружие и узнает, что у них нет огнестрельного оружия, чтобы защитить себя, только бункер времен Второй мировой войны, в котором есть мачете, два огнемета M2 и нестабильный динамит. На Темном острове Визгуны, с которыми столкнулись Джас и Джимми, начали убивать членов охотничьего отряда Билла. В конце концов, они находят Визгунов, но они, как и их родитель Грабоид, также превосходят оригиналы и теперь могут использовать свои крики как звуковое излучающее оружие, позволяющее им убивать команду Билла одного за другим. Они спасены, когда Берт и другие прибывают, убивая Визгунов и одного Грабоида, оставляя двух оставшихся Грабоидов. Вернувшись на место исследований Джас, они были потрясены, узнав, что один из грабоидов добрался до их местоположения, демонстрируя признаки того, что он намного мощнее, чем они все думали. Берт просит Билла прекратить охоту и снова включить систему связи, но тот отказывается. Билл стреляет в Берта дротиком с транквилизатором, запирая его и остальных в бункере. Очнувшись в бункере, все были связаны стяжками. Когда Джимми вспоминает, что в ботинках, которые он одолжил Берту, были заменены шнурки на паракорд 550, Берт может отпилить стяжки. Тем временем охота Билла продолжается, но идет не так, как надо, когда появляется грабоид, который добрался до места ранее, и впоследствии его называют «Королевой» из-за его превосходства. Анна уходит, когда страсть Билла к охоте оказывается слишком опасной и безумной. Анна освобождает Берта и остальных из бункера, но прежде чем они успевают уйти, на них нападает грабоид. Они используют динамит, чтобы взорвать его, тем самым оставшись на равных с Королевой. Берт находит Билла, чтобы урезонить его, но не может убедить его отказаться от охоты. Билл встречает свою кончину, когда Королева находит их и пожирает Билла. Берт понимает, что Королева убивает самых слабых, пока Берт, который, как указывает Джимми, должен оставаться Альфой. Берт собирает оставшихся в живых и, вдохновляя тем, как его друзья Валентайн Макки и Эрл Бассетт успешно убили разумного грабоида в его самой первой встрече с существами (Сотрясениями), они планируют привести Королеву к бездействующему вулкану, получившему название Дьявольская чаша для пунша, и заманить Королеву через плато на ложе из шипастого динамита. Берт и Джимми уходят, чтобы убить оставшихся Визгунов, а Джас и другие устраивают ловушку для Королевы. Берт и Джимми добираются до Темного острова и начинают убивать крикунов, используя только мачете, один огнемет и бензопилу. Они возвращаются на исследовательскую площадку, но узнают, что Королева ждет Берта. Команда направляется в Devil’s Punchbowl, чтобы выполнить план, а Джимми следует за ним с Бертом. Пара успешно заводит Королеву в ловушку, но Берт в последнюю секунду отталкивает Джимми с дороги и позволяет Королеве проглотить себя, чтобы обеспечить ее гибель. Королева умирает от динамита и шипов, а Берт не выживает, к большому огорчению Джаса и остальных. В конце концов, они устраивают памятник Берту, оставив свое оружие с его фирменной шляпой и солнцезащитными очками. Во время титров сцены с Бертом Гаммером из всех предыдущих фильмов «Дрожь земли».

## В ролях
- Майкл Гросс — Берт Гаммер
- Джон Хидер — Джимми
- Джеки Крус — Фредди
- Ричард Брейк — Билл
- Кэролайн Лэнгриш — Жасмин «Джас» Велкер
- Кэсси Клер — Анна
- Мэтью Дуглас — доктор Ричардс